# Marijan Čerček
Marijan Čerček, né le 3 février 1949, est un footballeur yougoslave et croate évoluant au poste de milieu de terrain.

## Biographie

### Carrière en club
Čerček commence sa carrière professionnelle en 1967 sous les couleurs du Dinamo Zagreb. Il dispute son premier match à l'occasion du match aller de la finale de la Coupe de villes de foires face à Leeds United. Durant ce premier match, il inscrit un but lors de la victoire 2 à 0, et prend ensuite part au match retour à l'issue duquel son équipe est sacrée.
Il reste au Dinamo Zagreb jusqu'en 1975. Durant cette période, en plus de la victoire en coupe d'Europe, il termine notamment deuxième du championnat yougoslave en 1969, et remporte la Coupe de Yougoslavie la même année.
Il rejoint par la suite le NK Zagreb et y reste six années, remportant la deuxième division yougoslave à deux reprises en 1976 et en 1980, avant de prendre sa retraite en 1981. Il devient par la suite entraîneur pour jeunes à Zagreb.
Il est décrit comme un ailier rapide et efficace, particulièrement sur le côté droit, avec une bonne capacité de centre et un bon sens du but, mais souvent en proie aux blessures, ce qui l'a empêché d'atteindre son plein potentiel.
Le bilan de sa carrière en première division yougoslave est de 300 matchs joués, pour 42 buts marqués.

### Carrière internationale
Marijan Čerček joue un seul match avec l'équipe nationale yougoslave le 24 septembre 1969 face à l'Union soviétique, à l'occasion d'un match amical voyant sa sélection s'incliner sur le score de trois buts à un.

## Palmarès
| Dinamo Zagreb - Championnat de Yougoslavie (0) - Vice-champion : 1969. - Coupe de Yougoslavie (1) : - Vainqueur : 1969. - Finaliste : 1972. - Coupe des villes de foires (1) : - Vainqueur : 1967. |  | NK Zagreb - Championnat de Yougoslavie D2 (2) - Champion : 1976 et 1980. |

## Statistiques
| Saison                | Club                  | Championnat           | Championnat | Championnat | Coupe(s) nationale(s) | Coupe(s) nationale(s) | Compétition(s) continentale(s) | Compétition(s) continentale(s) | Compétition(s) continentale(s) | Total | Total |
| Saison                | Club                  | Division              | M.          | B.          | M.                    | B.                    | Comp.                          | M.                             | B.                             | M.    | B.    |
| 1966-1967             | Dinamo Zagreb         | D1                    | 0           | 0           | 0                     | 0                     | C3                             | 2                              | 1                              | 2     | 1     |
| 1967-1968             | Dinamo Zagreb         | D1                    | 24          | 4           | 2                     | 1                     | C3                             | 4                              | 0                              | 30    | 5     |
| 1968-1969             | Dinamo Zagreb         | D1                    | 29          | 10          | 5                     | 0                     | C3                             | 2                              | 0                              | 36    | 10    |
| 1969-1970             | Dinamo Zagreb         | D1                    | 33          | 3           | 4                     | 0                     | C2                             | 5                              | 2                              | 42    | 5     |
| 1970-1971             | Dinamo Zagreb         | D1                    | 28          | 2           | 4                     | 0                     | C3                             | 5                              | 1                              | 37    | 3     |
| 1971-1972             | Dinamo Zagreb         | D1                    | 20          | 1           | 3                     | 2                     | C3                             | 2                              | 0                              | 25    | 3     |
| 1972-1973             | Dinamo Zagreb         | D1                    | 20          | 0           | 0                     | 0                     | CM                             | 3                              | 1                              | 23    | 1     |
| 1973-1974             | Dinamo Zagreb         | D1                    | 10          | 1           | 0                     | 0                     | -                              | -                              | -                              | 10    | 1     |
| 1974-1975             | Dinamo Zagreb         | D1                    | 18          | 5           | 3                     | 0                     | -                              | -                              | -                              | 21    | 5     |
| Sous-total            | Sous-total            | Sous-total            | 182         | 25          | 21                    | 3                     | -                              | 23                             | 5                              | 226   | 33    |
| 1975-1976             | NK Zagreb             | D2                    | 34          | 13          | -                     | -                     | -                              | -                              | -                              | 34    | 13    |
| 1976-1977             | NK Zagreb             | D1                    | 29          | 4           | -                     | -                     | -                              | -                              | -                              | 29    | 4     |
| 1977-1978             | NK Zagreb             | D1                    | 30          | 3           | -                     | -                     | -                              | -                              | -                              | 30    | 3     |
| 1978-1979             | NK Zagreb             | D1                    | 32          | 4           | -                     | -                     | -                              | -                              | -                              | 32    | 4     |
| 1979-1980             | NK Zagreb             | D2                    | 20          | 5           | -                     | -                     | -                              | -                              | -                              | 20    | 5     |
| 1980-1981             | NK Zagreb             | D1                    | 27          | 6           | -                     | -                     | -                              | -                              | -                              | 27    | 6     |
| Sous-total            | Sous-total            | Sous-total            | 172         | 35          | -                     | -                     | -                              | -                              | -                              | 172   | 35    |
| Total sur la carrière | Total sur la carrière | Total sur la carrière | 354         | 60          | 21                    | 3                     | -                              | 23                             | 5                              | 398   | 68    |